# Ландшафтне насадження вікової сосни
Ландша́фтне наса́дження віково́ї сосни́ — ботанічна пам'ятка природи місцевого значення в Україні. Розташована в межах міста Черкаси, в мікрорайоні «Соснівка». 
Площа 27 га. Статус надано згідно з рішенням Черкаського облвиконкому від 27.06.1972 року № 367. Перебуває у віданні Соснівського райвідділу ЖКГ. 
Статус надано з метою збереження насаджень сосни звичайної. Пам'ятка природи є частиною зеленої зони міста і має рекреаційне та естетичне значення. 

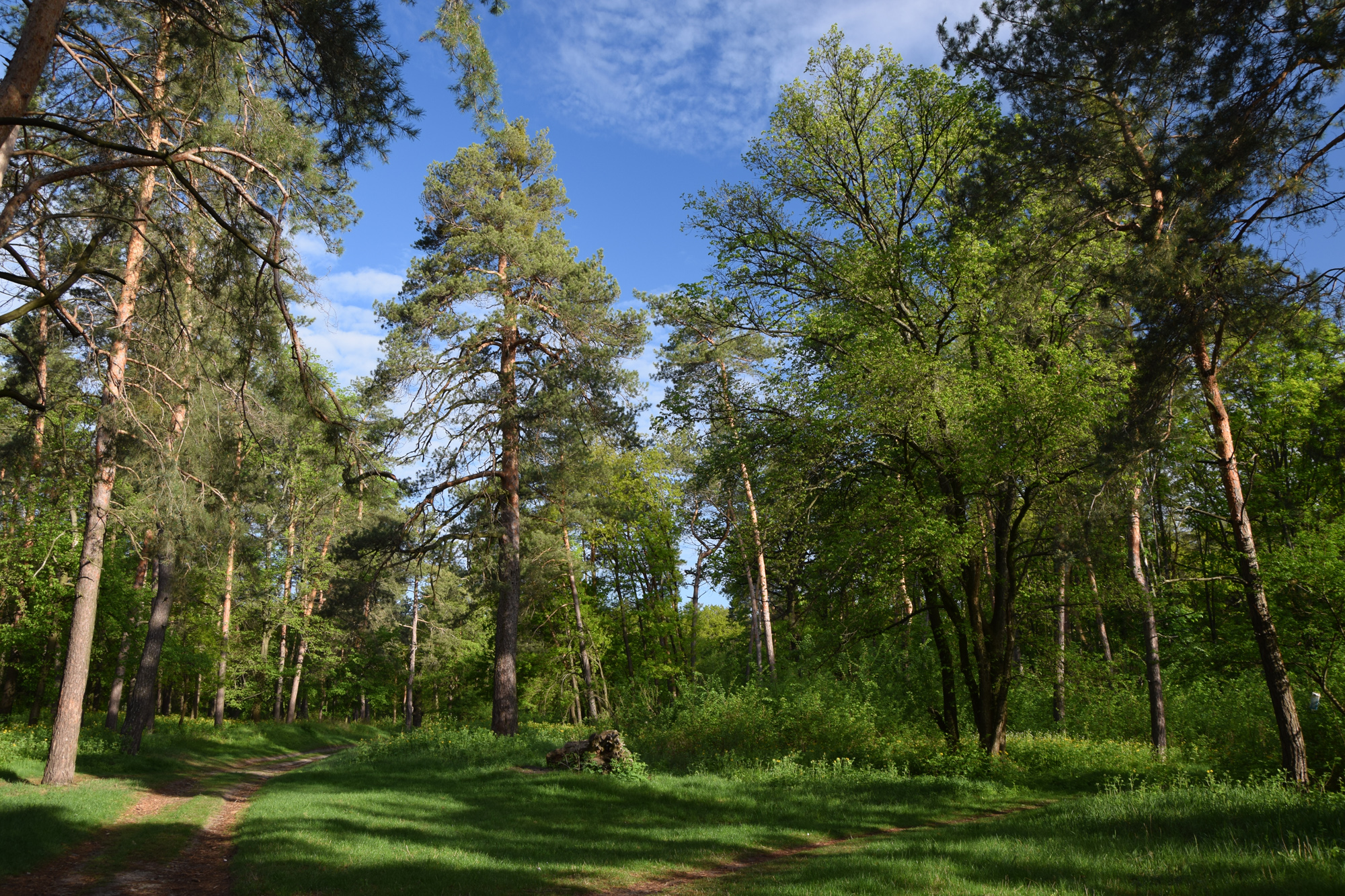